# Abraham Senior
Ne doit pas être confondu avec Abraham Senior Teixeira.

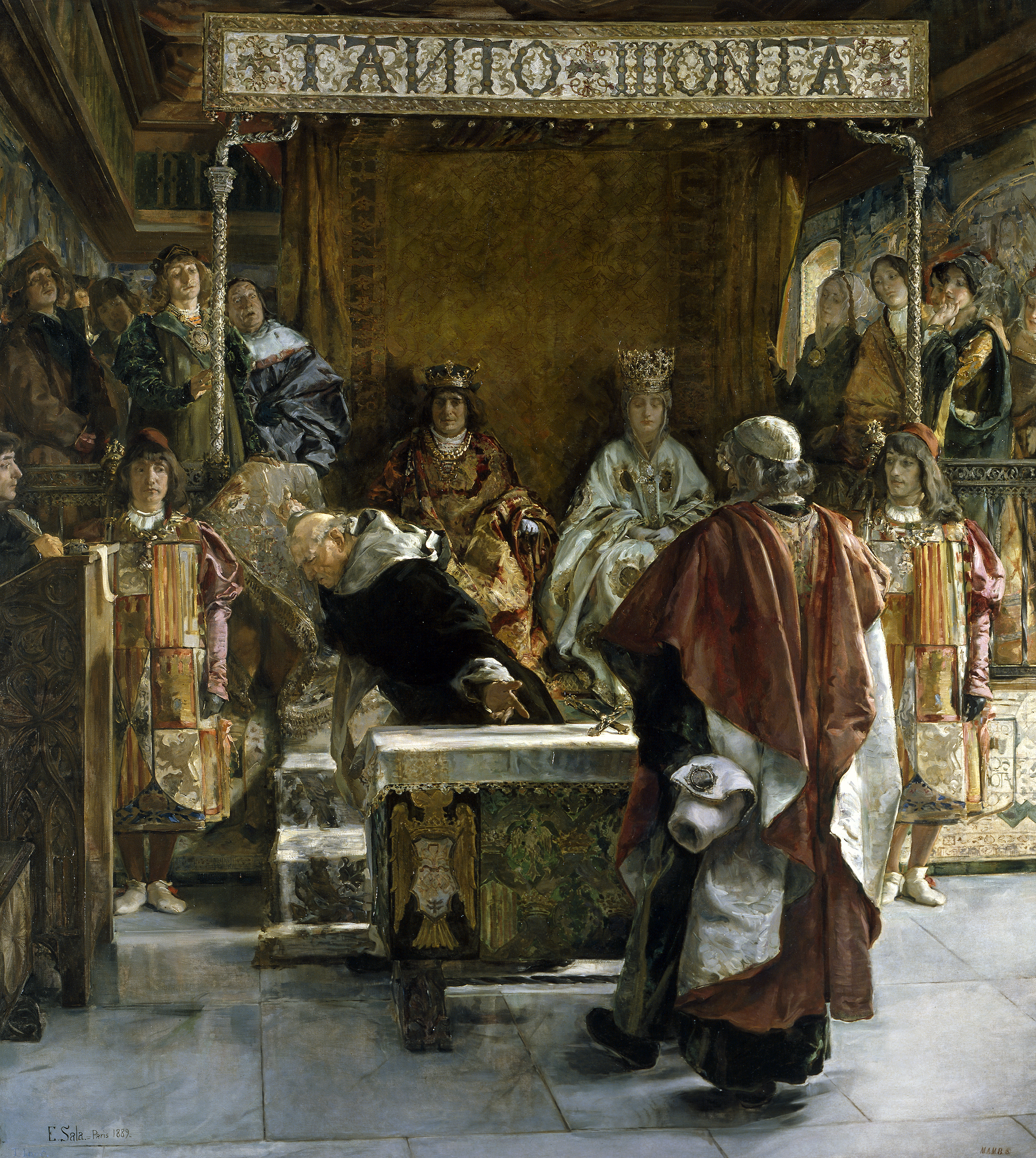
Torquemada plaidant pour l'expulsion des Juifs devant les Rois catholiques - tableau d’Emilio Sala, 1889

Abraham Senior est un Juif de cour espagnol du XVe siècle (Ségovie, 1412 - 1493).
Rabbin, financier de la cour et conseiller des Rois catholiques Isabelle Ire de Castille et Ferdinand II d'Aragon, il se convertit au christianisme dans les suites du décret de l’Alhambra qu’il tenta à maintes reprises d’abroger.

## Biographie
Abraham Senior était, comme Don Isaac Abravanel, un des « Juifs de cour » influents à la cour des rois espagnols. Grâce à son intelligence, sa richesse et son style de vie aristocratique, il bénéficiait d’une haute considération parmi les grands d'Espagne.
Ainsi, il joua un grand rôle en tant qu’intermédiaire dans la conclusion du mariage entre Isabelle et Ferdinand, qui devait amener à l’unification de l’Espagne. Début 1473, il arriva à réconcilier Isabelle et son demi-frère détesté Henri IV. Pendant toute sa vie, Senior bénéficia d’une haute estime de la part de la reine. Isabelle lui accorda pour les services rendus une pension à vie de 100 000 maravédis par an.
Avec Isaac Abravanel, Abraham Senior prit une part importante au financement de la guerre contre les Maures qui, après dix ans d’un conflit permanent et coûteux en finances et en vies humaines, durent finalement évacuer, le 2 janvier 1492, la forteresse de l’Alhambra, leur dernier point d’appui sur le sol espagnol.
Le 31 mars 1492, les Rois catholiques publièrent le décret de l'Alhambra, qui ordonnait l’expulsion des Juifs de tous les territoires de la couronne espagnole au 31 juillet 1492, à moins qu’ils ne se convertissent au christianisme. Bien que Senior et Abravanel soient intervenus auprès de la reine, le verdict s’appliquait aussi à eux, malgré les grands services qu’ils avaient rendus à la couronne. 
Contrairement à Abravanel, qui refusa de se convertir et quitta l’Espagne, Abraham Senior, âgé de 81 ans, accepta et se fit baptiser le 31 mars 1492 à Valladolid. Le roi et la reine furent ses parrain et marraine. Lors de son baptême, Senior prit le nom chrétien de Ferrad [Fernando] Perez Coronel.